# Пиер Клементи
Пиер Клементи (на френски: Pierre Clémenti) е френски актьор.

## Биография
Започва кариерата си в театъра. Първата малка роля е във филма от 1960 г. „Пикник на кучетата“ (Chien de pique) Ив Алегре.
Най-известната му роля е във филма „Дневна красавица“ на Луис Бунюел (1967). Той също така играе във филмите на Лукино Висконти „Гепардът“ (1963), Пиер Паоло Пазолини „Кочина“ (1969), Бернардо Бертолучи „Партньор“ (1968) и „Конформистът“ (1971), Луис Бунюел „Млечният път“ (1969), Мишел Девили „Бенджамин“ или „Дневникът на девата“ (1968). Той играе Пабло във филмовата адаптация на романа „Степният вълк“ от Херман Хесе (1974). Играе ролята на един от героите Адриен Шосел в телевизионния сериал „Разследване на комисар Майгрет“ (1981). Той играе ролята на цар в руско-немския филм „Трудно е да бъдеш бог“ (според историята на братята Стругацки, 1989). През 1972 г. той отива в затвора за употреба на наркотици, където прекарва 17 месеца. Написал е книга за това. Той прави няколко независими филма. Умира от рак на черния дроб.

## Избрана Филмография
| година | филм             | оригинално заглавие | роля             | режисьор            |
| ------ | ---------------- | ------------------- | ---------------- | ------------------- |
| 1960   | Вале пика        | Chien de pique      | Пацо             | Ив Алегре           |
| 1963   | Гепардът         | Il Gattopardo       | Франческо Паоло  | Лукино Висконти     |
| 1967   | Дневна красавица | Belle de jour       | Марсел           | Луис Бунюел         |
| 1968   | Бенжамен         | Benjamin            | Бенжамен         | Мишел Девил         |
| 1968   | Партньор         | Partner             | Джакобе          | Бернардо Бертолучи  |
| 1969   | Млечният път     | La Voie lactée      | Ангел на смъртта | Луис Бунюел         |
| 1969   | Кочина           | Porcile             | Канибал          | Пиер Паоло Пазолини |
| 1970   | Конформистът     | Il conformista      | Лино             | Бернардо Бертолучи  |
| 1981   | Северният мост   | Le Pont du Nord     | Жулиен           | Жак Ривет           |
| 1989   | Австрийката      | L'Autrichienne      | Жак-Рене Ебер    | Пиер Грание-Дефер   |